# Zeises salt

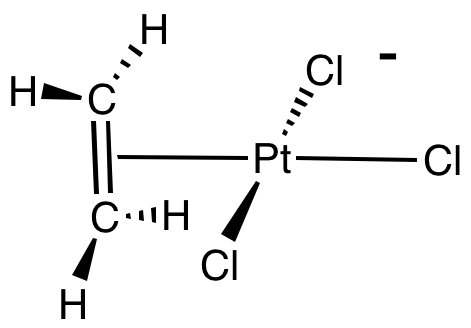
Strukturformel för Zeises salt

Zeises salt eller kaliumtriklor(eten)platinat(II) är en kemisk förening med formeln K[PtCl3(C2H4)]·H2O, och är ett gult ämne som är stabillt i luft. Anjonen är ett koordinationskomplex som innehåller en η2-etenligand och en platinaatom med kvadratisk planär geometri. Detta salt är av historisk betydelse inom metallorganisk kemi som ett av de första exemplen på ett alkenkomplex.

## Historik
Zeises salt var en av de första metallorganiska föreningar som beskrevs. Upptäckare var den danske kemisten William Christopher Zeise, som framställde föreningen på 1820-talet när han undersökte reaktionen mellan platina(IV)klorid (PtCl4) och etanol, och föreslog att föreningen som skapades innehöll eten. Justus von Liebig, som var mycket inflytelserik inom kemin vid denna tid, kritiserade vid upprepade tillfällen Zeises idé om föreningens struktur, men Zeises teorier fick slutligt stöd 1868 när Birnbaum framställde komplexförenigen genom att använda eten.
Zeises salt fick en hel del uppmärksamhet under 1800-talets andra halva eftersom dåtidens kemister inte kunde beskriva dess molekylära struktur på ett rimligt sätt. Denna frågeställning förblev olöst till röntgendiffraktion började användas för strukturstudier på 1900-talet.
Zeises salt stimulerade omfattande forskning inom metallorganisk kemi, som ledde till att nya koncept såsom hapticitet infördes. Dewar-Chatt-Duncansonmodellen förklarar hur metallatomen koordineras till dubbelbindningen i eten.